# Ignacy Łopieński
Ignacy Łopieński (ur. 1 lutego 1865 w Warszawie, zm. 23 listopada 1941 tamże) – polski grafik, medalier, rzeźbiarz i malarz, współtwórca Towarzystwa Przyjaciół Sztuk Graficznych.

## Życiorys

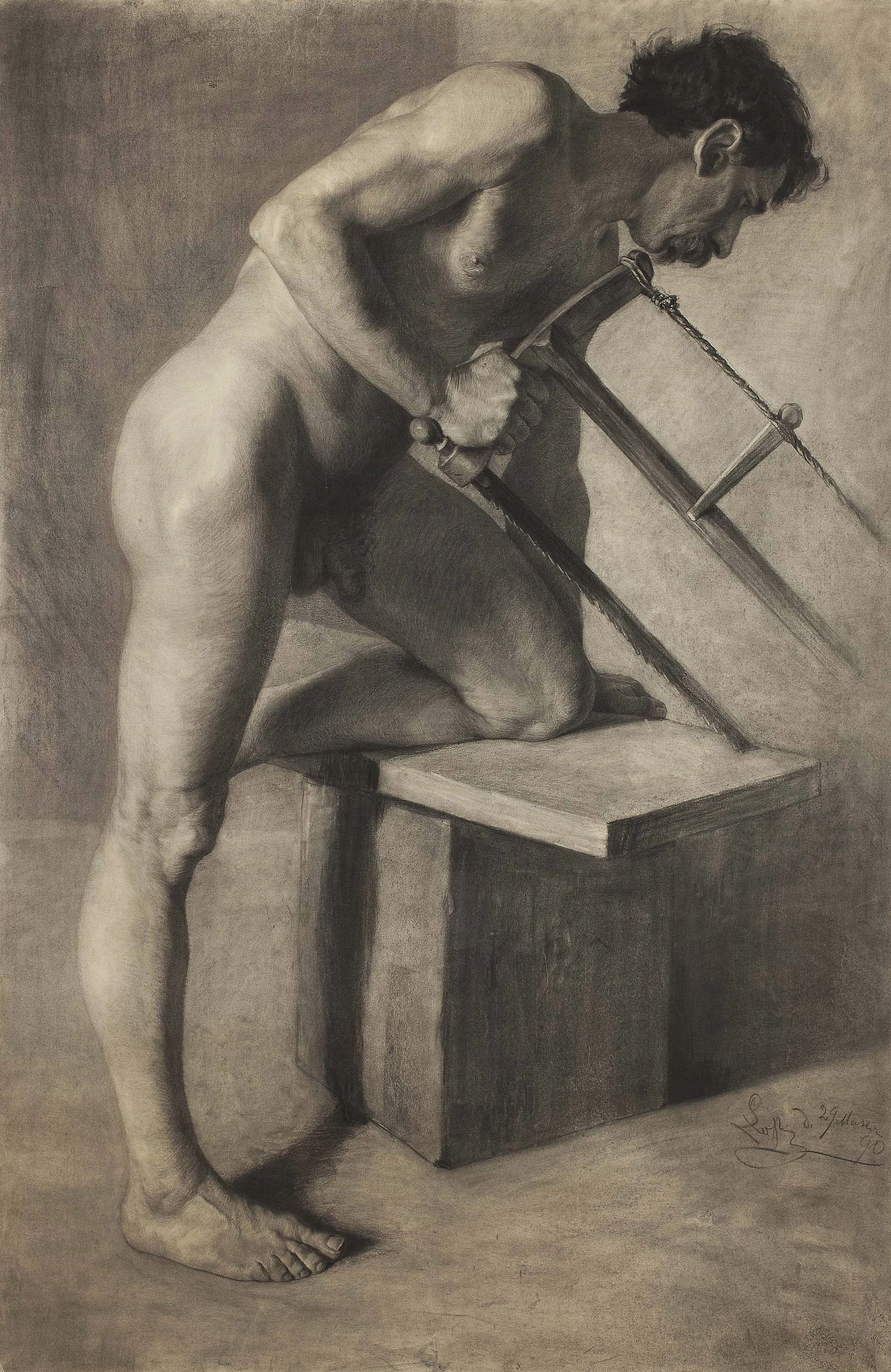
Akt męski (1890)

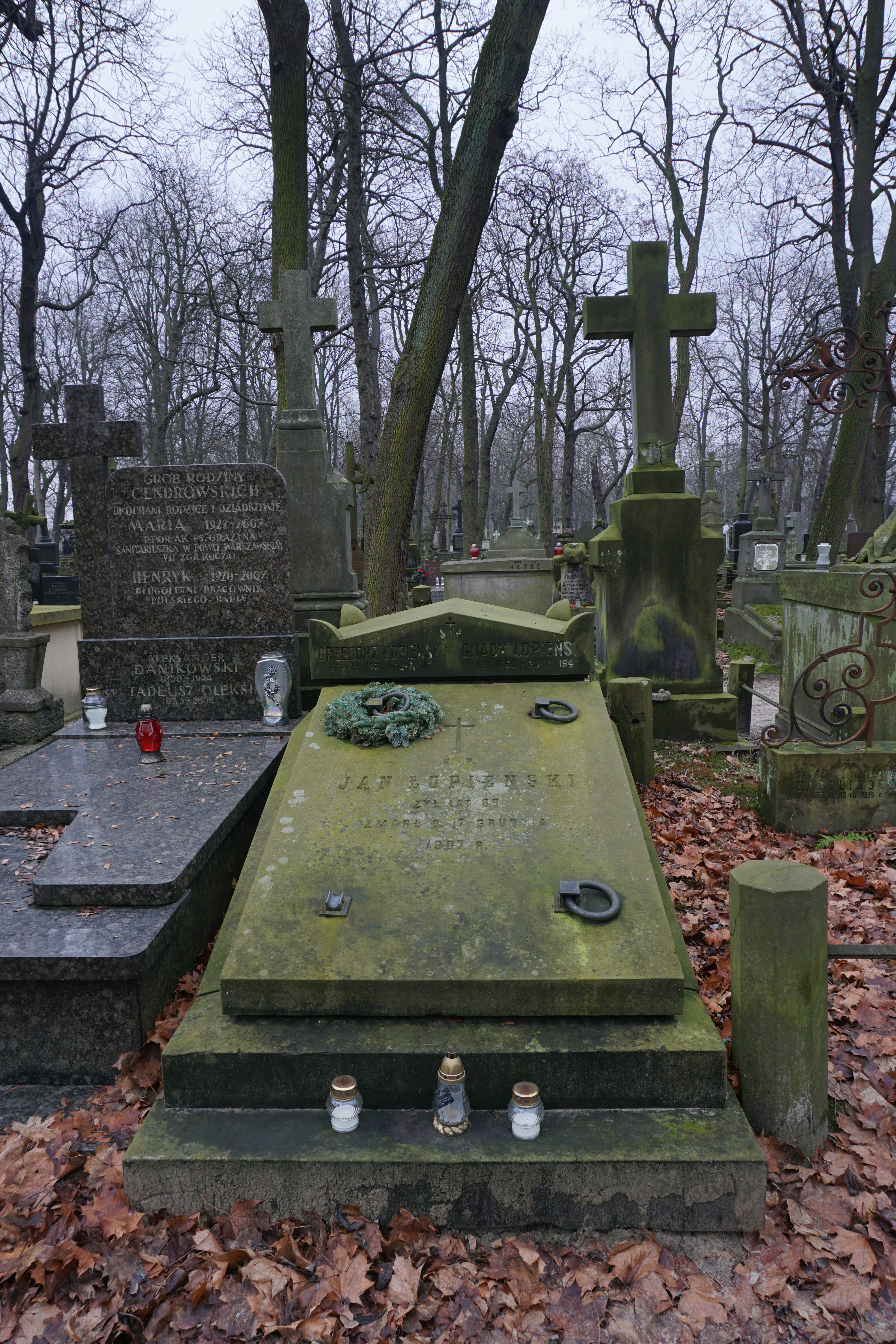
Grób Ignacego Łopieńskiego na cmentarzu Powązkowskim

Ignacy Łopieński urodził się w warszawskiej rodzinie brązowników. Jego ojciec Jan był brązownikiem i cyzelerem, matka Feliksa z Widawskich, córką warszawskiego brązownika Jana Widawskiego. W przeciwieństwie do braci brązowników, Grzegorza i Feliksa, poświęcił się przede wszystkim sztuce graficznej. Początkowo kształcił się w warszawskiej Klasie Rysunkowej kierowanej przez Wojciecha Gersona i Aleksandra Kamińskiego. Uczył się także rzeźby u Bolesława Syrewicza, praktykował w zakładach grawerskich w Warszawie i Berlinie oraz uczęszczał do paryskiej École des Arts Décoratifs. Największy wpływ na wykształcenie Łopieńskiego miały studia w Monachium, które rozpoczął w październiku 1888 roku w Akademie der Bildenden Künste. Uczęszczał tam do klasy miedziorytniczej (Kupferstecherschule) kierowanej przez grafika reprodukcyjnego prof. Johanna Leonharda von Raaba. Jeszcze jako student obok grafiki reprodukcyjnej, która była głównym celem jego kształcenia, wykonywał grafikę autorską (warsztatową). Za swe graficzne reprodukcje według obrazów Anny Bilińskiej, Kazimierza Pochwalskiego i Jana Matejki otrzymywał nagrody i wyróżnienia na wystawach w Monachium, Berlinie, Petersburgu i Lwowie. Łopieński został członkiem Towarzystwa Zachęty Sztuk Pięknych i Warszawskiego Towarzystwa Artystycznego.
Około 1900 roku grafik sprowadził do Warszawy prasę do druku wklęsłego, która umożliwiła mu swobodną działalność artystyczną i pedagogiczną. Z tego okresu pochodzi m.in. Martwa natura z czaszką. Z jego doświadczenia i rad korzystali m.in. Leon Wyczółkowski, Józef Pankiewicz, Józef Rapacki, Czesław Tański, Apoloniusz Kędzierski, Leon Szpądrowski, Jan Felicjan Owidzki, Julian Maszyński, Leon Kowalski, Henryk Weyssenhoff oraz Zofia Stankiewiczówna. Łopieński nauczał także rysunku młodych rzemieślników na kursach organizowanych w Muzeum Rzemiosł i Sztuki Stosowanej, a także współpracował z Feliksem Jasieńskim przy tworzeniu pierwszej polskiej artystycznej teki graficznej Stowarzyszenia Polskich Artystów Grafików (Kraków 1903). W 1904 wyjechał do Francji w celu pogłębienia swego wykształcenia. Utrzymywał kontakt m.in. z Melą Muter, którą dwukrotnie sportretował w grafice.
W roku 1912 Łopieński współorganizował i wszedł do zarządu działającego w Warszawie Towarzystwa Przyjaciół Sztuk Graficznych, które zajmowało się urządzaniem prelekcji, kursów graficznych, konkursów i wystawy. W czasie I wojny światowej był czynnym społecznikiem działającym na rzecz artystów w ramach Komitetu Obywatelskiego m.st. Warszawy w Podsekcji Artystów Plastyków przy Sekcji Pomocy dla Inteligencji. Po wojnie został członkiem Związku Polskich Artystów Grafików, Towarzystwa Polskich Artystów Plastyków „Rewja”, Bloku Zawodowego Artystów Plastyków oraz Towarzystwa Przyjaciół Historii Warszawy. Był do końca życia aktywny zawodowo jako grafik, malarz i nauczyciel. Nauczał rysunku w warszawskich gimnazjach żeńskich oraz technik graficznych w Szkole Sztuk Pięknych im. Wojciecha Gersona i Szkole Sztuk Pięknych Blanki Merècre. Do jego uczennic należała m.in. Jadwiga Habrik-Wiśniewska.
Ignacy Łopieński zmarł bezpotomnie w 1941 roku (w literaturze często publikowana niewłaściwa data, rok 1944). Pochowany został na warszawskim cmentarzu Powązkowskim w grobie swego ojca (kwatera 32–2–17).

## Ordery i odznaczenia
- Złoty Krzyż Zasługi (5 maja 1931)[12]